# Anagyrus tibimaculatus
Anagyrus tibimaculatus is een vliesvleugelig insect uit de familie Encyrtidae. De wetenschappelijke naam is voor het eerst geldig gepubliceerd in 1965 door Agarwal.